# Włodzimierz Filipek
Włodzimierz Filipek (ur. 1 lipca 1957 w Poznaniu, zm. 23 listopada 2005) – działacz poznańskiej opozycji w latach 80., publicysta, wykładowca Akademii Sztuk Pięknych w Poznaniu.

## Życiorys
Ukończył polonistykę na Uniwersytecie im. Adama Mickiewicza.
W latach 70. współpracował z Komitetem Obrony Robotników, uczestniczył w podziemnym ruchu wydawniczym. W 1980 r. współtworzył w Poznaniu Niezależne Zrzeszenie Studentów. Należał również do współzałożycieli Wszechnicy Robotniczej, organizującej wykłady w zakładach pracy i prowadzącej działalność wydawniczą. Podczas stanu wojennego internowany w Gębarzewie. Po zwolnieniu z internowania kontynuował działalność opozycyjną, redagując m.in. podziemne pismo "Czas".
W wolnej Polsce publikował m.in. w "Gazecie Wyborczej", "Rzeczpospolitej", "Zeszytach Historycznych", "Czasie Kultury" i "Karcie". Był też twórcą filmów i programów telewizyjnych. Związany był z grupą artystyczną Wunderteam.
W ostatnich latach życia wykładał historię sztuki na Akademii Sztuk Pięknych w Poznaniu.
W 2001 uhonorowany został przez ministra kultury odznaką Zasłużony Działacz Kultury.
Był cenionym wykładowcą, lubianym przez studentów. Interesował się m.in. kulturą europejską XX w. Angażował się w szereg inicjatyw społecznych. Prywatnie pozostawał osobą niezwykle skromną. Na co dzień poruszał się po Poznaniu na rowerze.
Zmarł nagle 23 listopada 2005 r.
Pochowany w alei zasłużonych na Cmentarzu Junikowskim w Poznaniu (AZ-L-116).

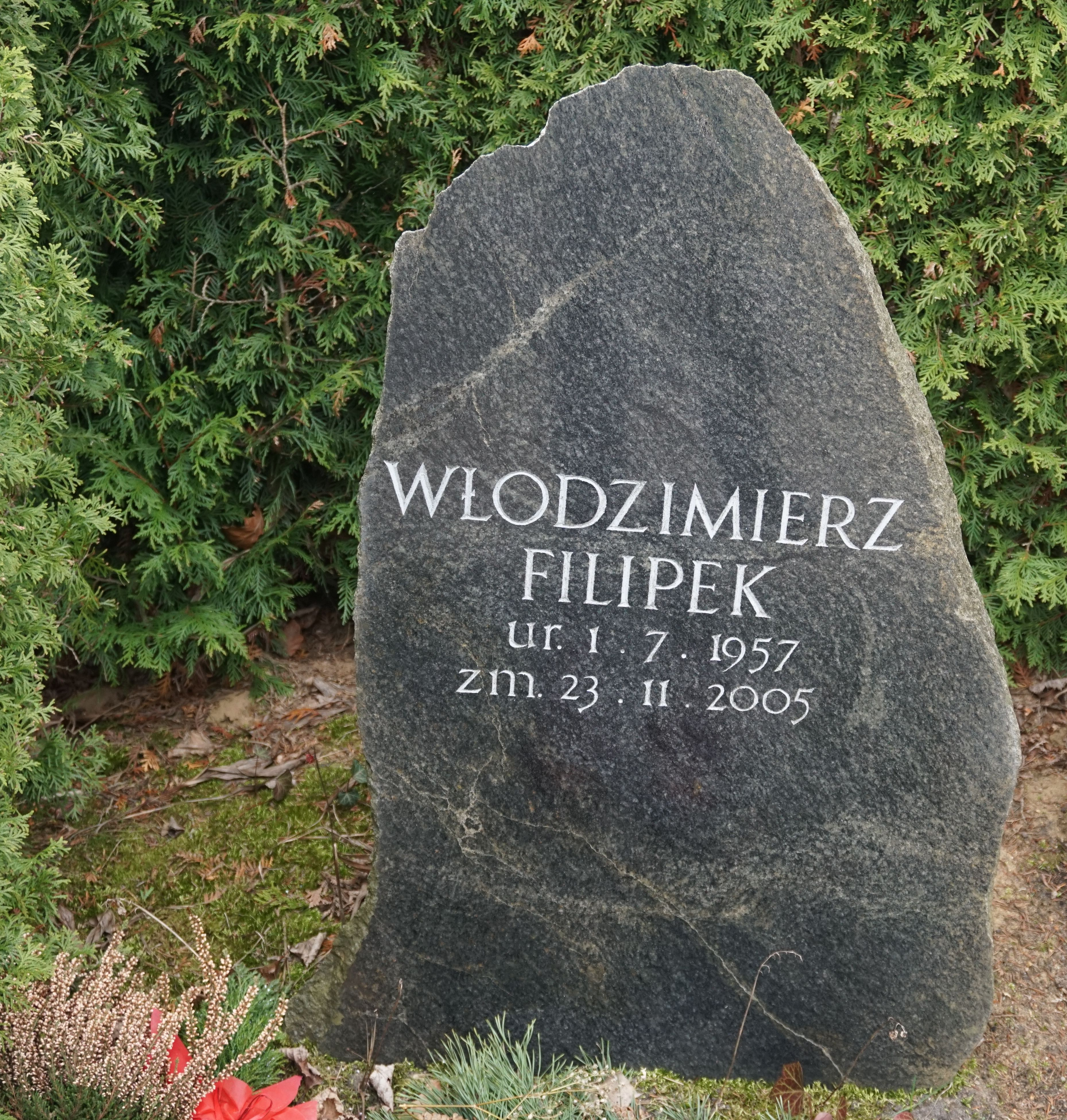
Grób Włodzimierza Filipka na Cmentarzu Junikowskim

W 2006 roku została wydana książka z jego tekstami zebranymi "Dziennikarz w świecie klerków".
W marcu 2007 roku ujawnione zostały dokumenty, z których wynika, że w latach siedemdziesiątych i osiemdziesiątych XX wieku działalność Włodzimierza Filipka była wielokrotnie denuncjowana służbom bezpieczeństwa.